# Mehmet
Mehmet (även Mehmed, Mahomet) är den turkiska formen av namnet Muhammad. Bland personer med namnet Mehmet finns:
- Mehmet I, osmansk sultan
- Mehmet II, osmansk sultan
- Mehmet III, osmansk sultan
- Mehmet IV, osmansk sultan
- Mehmet V, osmansk sultan
- Mehmet VI, osmansk sultan
- Mehmet Akif Ersoy, turkisk poet
- Mehmet Ali Talat, turkcypriotisk premiärminister
- Mehmet Kaplan, svensk politiker